# Fidan Aliti
Fidan Aliti est un footballeur kosovar né le 3 octobre 1993 à Sonntag en Autriche. Il évolue au poste de défenseur central à Alanyaspor.

## Palmarès
- Championnat de Moldavie : 2016
- Championnat d'Albanie : 2018
- Champion de Suisse en 2022 avec le FC Zurich